# Acalypha herzogiana
Acalypha herzogiana é uma espécie de flor do gênero Acalypha, pertencente à família Euphorbiaceae.